# Minoïsche uitbarsting

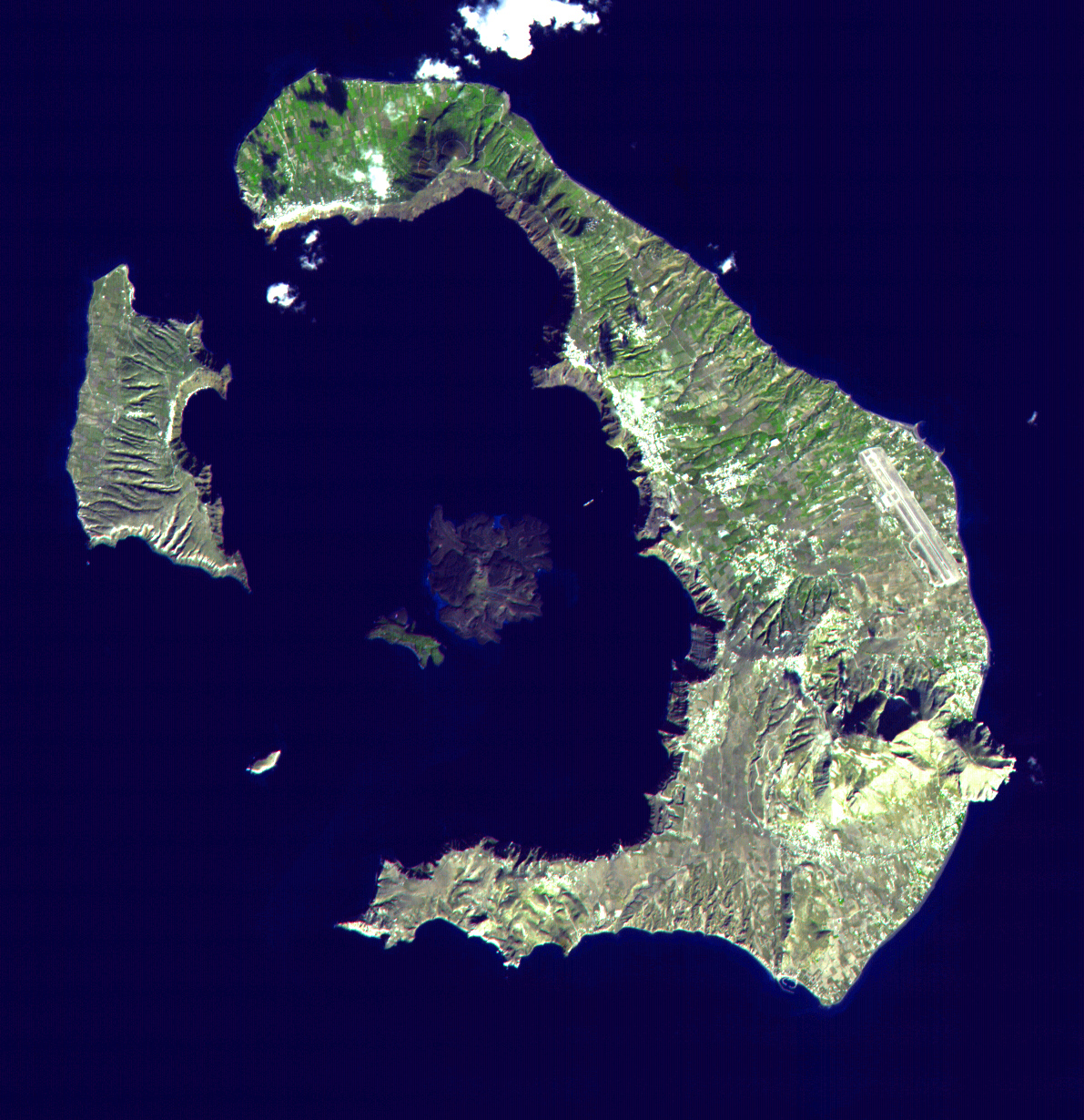
Satellietbeeld van Santorini, 21 november 2000. In het westen en noordwesten zijn instromingsplaatsen van de zee goed zichtbaar

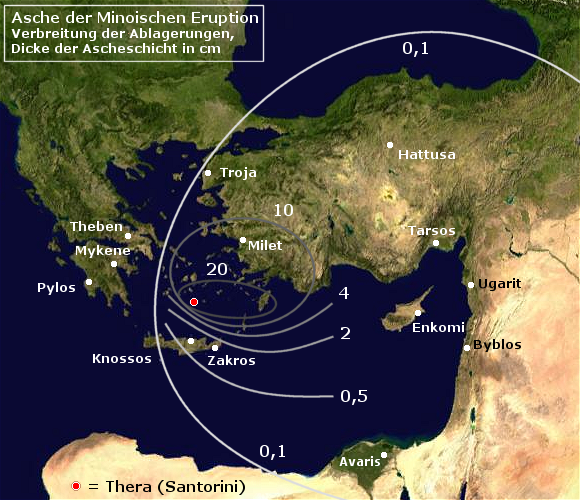
Verspreiding van de as van de uitbarsting

De Minoïsche uitbarsting is een enorme vulkaanuitbarsting die zich in de Minoïsche tijd op Thera (het huidige Santorini) volgens diverse onderzoeken tussen 1650 en 1600 v.Chr. heeft voorgedaan. Met een vulkanische-explosiviteitsindex van 7 (dense-rock equivalent = 34.5 ± 6.8 km³) was het een van de grootste vulkaanuitbarstingen in de menselijke geschiedenis. De enige andere uitbarsting in historische tijden van dit formaat was die van Tambora in 1815.
Bij de Minoïsche uitbarsting werd dusdanig veel lava uitgespuwd dat de oude stad Akrotiri onder 50 meter puimsteen verdween. De vulkaan, die het centrale deel van het eiland vormde, zakte in zee en vormde een caldeira, waaruit het huidige eiland bestaat. De uitbarsting veroorzaakte een tsunami van ongeveer 28 meter hoog die een enorme verwoesting op Kreta veroorzaakte.
De ramp is vermoedelijk niet de belangrijkste oorzaak van de ondergang van de Minoïsche beschaving op Kreta geweest, maar kan er wel toe hebben bijgedragen. Het definitieve einde van die beschaving kwam zo'n tweehonderd jaar later, toen de beschaving aanmerkelijk verzwakt was en door de Myceners onder de voet werd gelopen.

## Verwoestingen
De havens van Santorini en Kreta werden door de uitbarsting vernield, samen met de handelsvloot zelf, de ruggengraat van de Minoïsche economie. Er zijn tekenen van pogingen tot heropleving, al ging het daarna met de economie in het algemeen bergafwaarts.

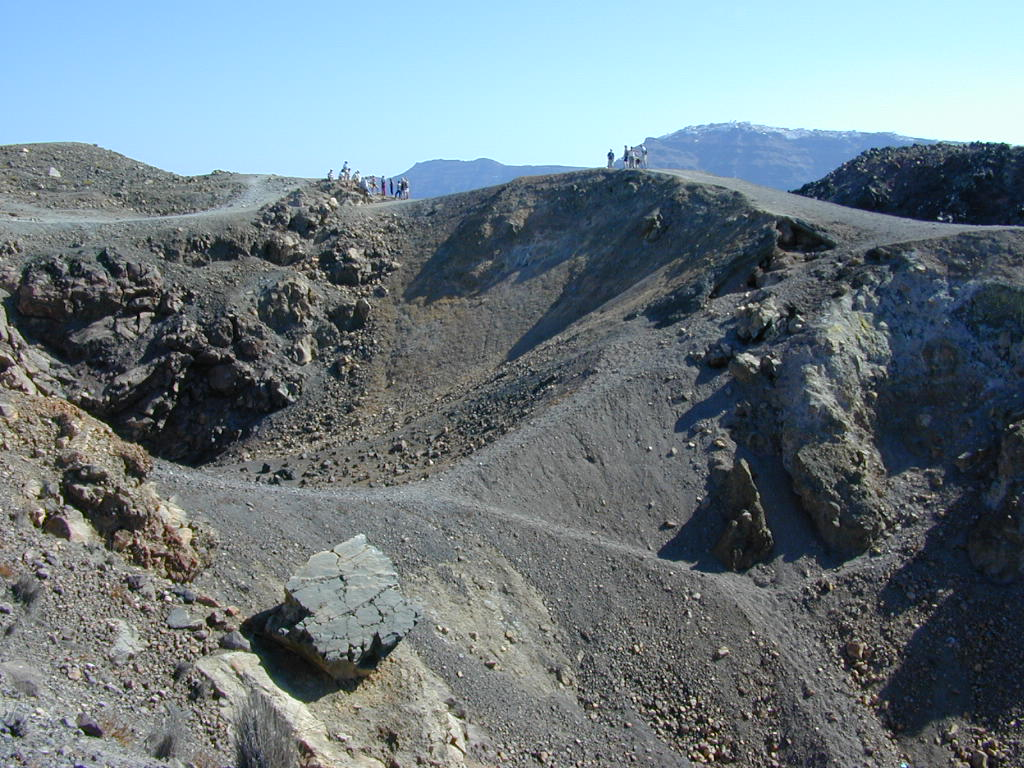
Vulkanische kraters op Santorini

Volgens schattingen was de explosie van Santorini veel sterker dan die van de Krakatau. De dichtbevolkte noordkust van Kreta bevond zich op amper 140 km afstand van het epicentrum. Van het eiland Santorini, dat voorheen ongeveer een ronde schijf vormde met een 1200 m hoge centrale vulkaan, bleven niet veel meer dan twee randsikkels met brokken over. De enige herinnering aan de eruptie op de noordkust van Kreta is een laag puimsteen boven de ruïnes van Knossos. Puimsteen is ook in de ruïnes van het Paleis van Zakros op de oostkust teruggevonden, al was het paleis daar door vuur vernield. Archeologen vonden tal van aarden en stenen vazen, faience, gereedschap en baren brons en kleitabletten in het paleis, maar geen spoor van edele metalen of zilver, noch resten van menselijke slachtoffers. Het lijkt erop dat de inwoners op Kreta de catastrofe hebben voelen aankomen en op voorhand met hun kostbaarste bezittingen zijn gevlucht. Lichte aardschokken gaan vaak aan de zwaardere vooraf en kunnen dan brand veroorzaken waar olielampjes en haarden branden. Na de ramp is vooral de oostkust van Kreta lange tijd onbewoond gebleven. Men houdt rekening met de hoofdrichting van de wind, die op deze plaats vooral giftig chloorgas aanvoerde vanuit de nasissende onderzeese vulkaanmond.
Opgravingen aan de westkust van het huidige Turkije vanaf 2009 brachten eveneens sporen van de tsunami tevoorschijn. Daar werd ook in 2021 het eerste menselijke slachtoffer teruggevonden.

## Datering
Over de juiste datering van de uitbarsting wordt hevig gedebatteerd. De datering is namelijk van groot belang voor de chronologie van het 2e millennium voor Christus, niet alleen in het Egeïsche gebied, maar ook voor Egypte en het Midden-Oosten. Er zijn een aantal verschillende bronnen van informatie, ieder met zijn sterke en zwakke punten, die bovendien niet altijd goed met elkaar in overeenstemming zijn te brengen.

### Archeologische informatie
De archeologie werkt gewoonlijk op basis van de faraonische chronologie van Egypte. Archeologie is niet in staat om absoluut te dateren, maar wel om gegevens over de lokale omstandigheden met elkaar in verband te brengen. Dat gebeurt vaak aan de hand van aardewerk. De archeologie kwam zo op een datum van rond de 1550 v.Chr., met een aanzienlijke foutenmarge. Vroegere dateringen zouden tot aanzienlijke problemen in de hele datering van het oostelijke Middellandse Zeegebied leiden.

### Koolstofdatering
Er zijn verschillende pogingen gedaan de uitbarsting met C14 te dateren, onder andere aan de hand van een stuk hout dat tijdens de uitbarsting werd bedolven. Het voordeel van deze methode is dat de gegevens direct aan de uitbarsting zijn te relateren, maar er is ook een nadeel: hoe nauwkeurig de hoeveelheid C14 ook kan worden bepaald, deze meting moet daarna worden geijkt, omdat de productie van het isotoop in de atmosfeer niet altijd constant is geweest. De uitbarsting vond plaats in een tijd dat die ijkkromme vrij vlak verliep, wat tot aanzienlijke onzekerheidsmarges in het eindresultaat leidt. De beste bekende datum is tussen 1627-1600 v.Chr.

### Dendrochronologie
Dendrochronologie heeft tot nadeel dat de gemeten groeiringen een beeld van de atmosferische en klimatologische omstandigheden op de plaats waar de boom stond geven. Het is niet altijd duidelijk of er een verband met de vulkaanuitbarsting is. Toch is er uit een veelheid van plaatsen wel duidelijk dat er in het jaar 1628 v.Chr. iets bijzonders is gebeurd, waardoor bomen in hun groei werden gestoord. Dat geldt voor de stoppelden uit Californië, maar ook voor eiken uit Ierland, Engeland en Duitsland en andere bomen in Zweden.
Grote vulkaanuitbarstingen zijn de grote verdachten van dit soort gebeurtenissen. Een grote meteorietinslag zou ook kunnen, maar die zijn aanzienlijk zeldzamer. De grootte van de uitbarsting van Santorini is zeker voldoende om het gemeten effect te verklaren, maar dat bewijst nog niet dat Santorini er de oorzaak van was.

### IJslagen
Op Groenland liggen ijslagen, gevormd uit de daar jaarlijks vallende sneeuw, waarin in de 17e eeuw v.Chr. een zure laag te herkennen valt. Een dergelijke laag kan alleen maar verklaard worden door de aanwezigheid van een grote hoeveelheid zwavel in de atmosfeer, zoals veroorzaakt wordt door een grote vulkaanuitbarsting. De datering is niet zo precies als bij dendrochronologie. Men houdt 1645 ±20 v.Chr. aan voor deze gebeurtenis. Er bestaat twijfel over dat Santorini dit kan hebben veroorzaakt, omdat de vulkaan niet genoeg zwavel zou hebben uitgestoten. Net als bij de dendrochronologie is het onmogelijk er zeker van te zijn dat het effect een gevolg van de vulkaanuitbarsting is geweest.
Hydrogeoloog Philip La Moreaux zei in 1995 dat de eruptie voor significante klimatologische veranderingen heeft gezorgd in het oostelijke deel van de Middellandse Zee, de Egeïsche Zee en in een groot deel van het noordelijk halfrond, maar een jaar later werd dit weer door de vulkanoloog David Pyle tegengesproken.

### Venustablet
Uit nadere analyse van het Venustablet van Ammisaduqa is gebleken dat er een aantal waarnemingen zijn gedaan van het verdwijnen en weer verschijnen van de planeet Venus die zo'n 40 dagen afwijken van wat men zou verwachten. Een mogelijke verklaring is dat dit door atmosferische vertroebeling kwam, zoals die veroorzaakt wordt door een vulkaanuitbarsting. Dat gaf aan dat de uitbarsting tussen oktober 1628 v.Chr. en mei 1627 v.Chr. zou hebben plaatsgevonden, wat erg goed overeenkomt met de dendrochronologische datum.

### Chinese optekeningen
Rond de periode van de middels C14-datering vastgestelde tijd van de uitbarsting zijn er ook uit China aanwijzingen voor een belangrijke klimatologische gebeurtenis op het noordelijke halfrond, waaronder een mislukte oogst. Een vulkanische winter na een eruptie in de late 17e eeuw v.Chr. wordt door sommige onderzoekers als oorzaak gezien van de Chinese overlevering in negatieve zin, die tot de instorting van de Xia-dynastie leidden. Volgens de Bamboe-annalen vonden de val van deze dynastie en de opkomst van de Shang-dynastie rond 1618 v.Chr. plaats en gingen deze vergezeld van gele mist, een vale zon, dan drie zonnen, vorst in juli, hongersnood en het kwijnen van alle vijf de graangewassen.

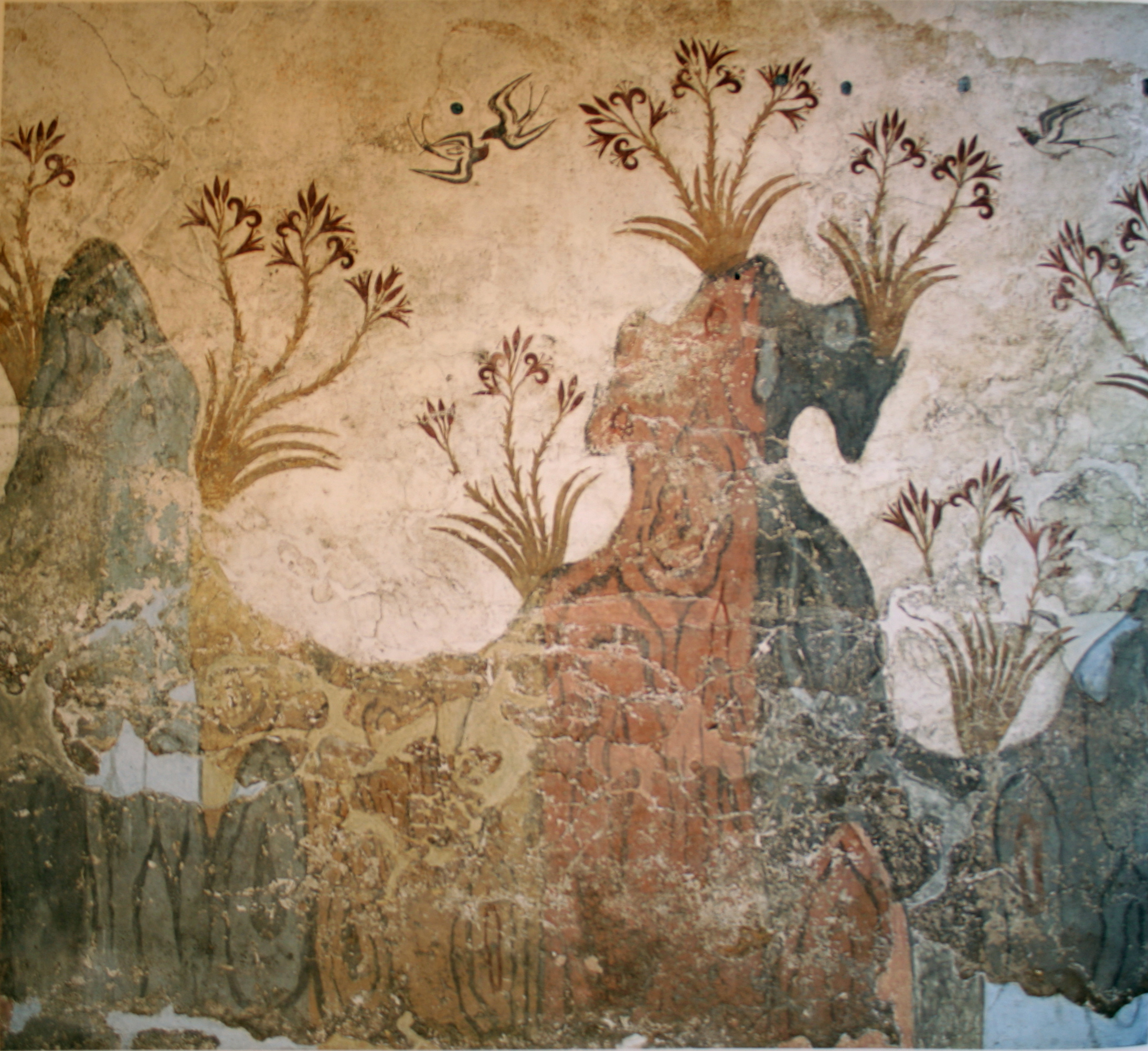
Lentelandschap - fresco uit de bronstijd, Akrotiri
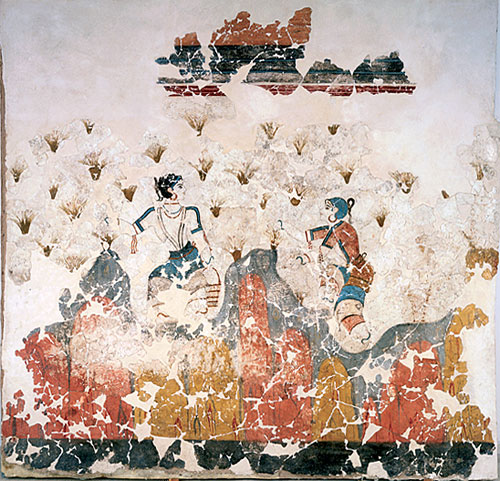
De saffraanpluksters - fresco